# Wasilij Gurko
Wasilij Iosifowicz Romejko-Gurko (ur. 8 maja?/20 maja 1864 w Carskim Siole, zm. 11 listopada 1937 w Rzymie) – rosyjski wojskowy, generał major, syn generała marszałka polnego I. W. Romejki-Gurki.

## Życiorys
Ukończył gimnazjum klasyczne i Korpus Paziów. Oficer od 1885. Następnie ukończył Nikołajewską Akademię Sztabu Generalnego w 1892. Służył w sztabach Turkiestańskiego, Wileńskiego i Warszawskiego Okręgu Wojskowego. 
W czasie II wojny burskiej (1899-1902) agent przy armii Burów. Walczył w wojnie rosyjsko-japońskiej (1904-1905). W 1906 przewodniczący Wojskowej Komisji Sprawozdawczej wojny rosyjsko-japońskiej. W 1911 dowódca 1 Dywizji Kawalerii.
Od listopada 1914 dowódca 6 Korpusu Armijnego, następnie dowodził 5 Armią, później (od sierpnia 1916) Armią Specjalną. Od października 1916 pełniący obowiązki szefa sztabu Naczelnego Dowódcy. Z inicjatywy gen. Gurki pułki cztero-batalionowe były przeformowane w trzy-batalionowe. Po rewolucji lutowej 1917 dowódca Frontu Zachodniego zmienił gen. Ewerta. 23 maja za krytykę Rządu Tymczasowego i monarchii zdymisjonowany i wyznaczony na dowódcę dywizji, pozostawał w dyspozycji Naczelnego Dowódcy. Mieszkał w Petersburgu W lipcu 1917 aresztowany i osadzony w Twierdzy Pietropawłowskiej za prowadzenie korespondencji z Mikołajem II. Wkrótce zwolniony i w sierpniu 1917 wysłany poza granice Rosji. Osiadł we Włoszech. 14 października 1917 zwolniony ze służby. Na emigracji przewodniczący Rosyjskiego Związku Inwalidów. W 1919 odmówił dowodzenia siłami białych na północy i północnym zachodzie Rosji. Autor: "Rosja 1914 - 1918".